# Multimedia Terminal Mobile

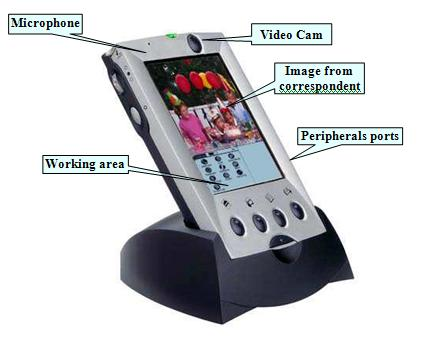
Prototipo del MTM

Il progetto, denominato MTM (Multimedia Terminal Mobile), è una piattaforma multimediale, includendo la tecnologia telefonica e le funzionalità di un PDA con l'integrazione della prima fotocamera in miniatura e un microfono unidirezionale per le videoconferenze e comandi di sistema attraverso il riconoscimento vocale.

## Storia
La prima integrazione tra il telefono cellulare e il palmare (PDA, Personal Device Assistant) è avvenuta nel 1999, come risultato di un progetto italiano presentato alla action line V.1.1 CPA1 “Integrated application platforms and services”, 5th Framework Programme della Comunità Europea (IST1999-11100)
L'ideatore e coordinatore del progetto, Alessandro Pappa, lavorando in team con altri dieci partner europei europei, presentò all'IST (Information Society Technologies) program il progetto MTM (Multimedia Terminal Mobile).  
È stato uno dei progetti più ampi accettato da parte della Comunità Europea in termini di costi e il numero di partecipanti al progetto. Ha ottenuto un prestito non rimborsabile per oltre il 50% degli investimenti. L'MTM ha costituito la base di altri progetti internazionali e ha per primo utilizzato la tecnologia di video comunicazione a banda larga per lo sviluppo di una piattaforma multimediale che includeva sia le funzioni telefoniche sia quelle dei PDA, dando inizio all'era dello smartphone. Inoltre erano incluse la prima videocamera miniaturizzata e un microfono unidirezionale per le video conferenze e per l'interpretazione dei comandi tramite il riconoscimento vocale. 	

## Obiettivi del progetto
I maggiori obiettivi del progetto MTM sono stati:
- Introdurre una nuova generazione di comunicazione nel terzo millennio 2000. Tramite un terminale mobile fu possibile parlare utilizzando la nuova tecnologia di trasmissione a larga banda e nello stesso tempo essere in grado di vedere la persona in video conferenza.
- Creare un oggetto capace di connettersi a larga banda sia per la telefonia sia per l'Internet, con navigazione Web, email, ecc. In sostanza portarsi l'ufficio in tasca.

## Il progetto
Il progetto MTM ha creato una piattaforma Hardware e quattro applicazioni verticali: Easy City Guide, Distance Learning, Telemedicine e Speech and Speaker Recognition. 
- Easy City Guide è una visita guidata con fotografie e assistente vocale che serve da guida al museo e dà informazioni storiche di ciò che si sta osservando.
- Distance Learning è un insieme di documenti mostrati in maniera strutturata tramite l'MTM a sostegno del personale tecnico coinvolto in servizio di assistenza e di manutenzione.
- Telemedicine dà la possibilità attraverso un'interfaccia operativa al server dell'ospedale di una consultazione remota di TAC tridimensionali, con rotazioni e zoom delle immagini in tempo reale e contemporaneamente parlare in viva voce all'équipe medica.
- Speech and Speaker Recognition, attraverso un'analisi biometrico, può riconoscere non solo la parola ma anche la persona. Questa applicazione è stata studiata per la sicurezza dei dati ed è trasversale alle altre applicazioni Software.

Il team di MTM ha introdotto la trasmissione wireless sull'MTM, nel 1999, proprio quando uscì la nuova tecnologia UMTS. Nonostante non ci fossero ancora le infrastrutture di rete a livello mondiale (si ipotizzava che sarebbe stata disponibile non prima del 2002), si utilizzò la connessione 802.11 per verificare il funzionamento con il server di CHILI (www.chili-radiology.com/de/ Archiviato il 2 gennaio 2013 in Archive.is.), una nuova generazione di teleradiologia sviluppata dall'Istituto per la Ricerca contro il cancro a Heidelberg, attraverso il quale si potevano consultare le TAC tridimensionali e allo stesso tempo fare la diagnosi remota al paziente.
Molti sono stati i servizi studiati utilizzando l'MTM e alcuni dei quali sono stati sviluppati sugli attuali Smartphone.
Sebbene molte grandi aziende avessero lavorato anni prima allo sviluppo di cellulari e palmari evoluti, (vedi Nokia 9000 Communicator), nessuno si è avvicinato all'MTM per l'idea di integrazione tra telefonia, video, computer e trasmissione a larga banda.  La nuova comunicazione, audio e video, ha impostato la base per una vasta gamma di servizi possibili sia per uso aziendale sia per uso personale.

## Caratteristiche tecniche dell'MTM
| Feature                     | Specifications                              |
| --------------------------- | ------------------------------------------- |
| Wireless Transmission       | UMTS GSM module WCDMAx                      |
| Loudspeaker                 | Incorporated                                |
| Video Camera                | Incorporated                                |
| Microphone                  | Incorporated with noise filter              |
| Data PC Transmission        | IRDA interface 115 k baud or higher         |
| Line Powered                | 6 VDC                                       |
| High Speed Communications   | From 150 Kb/s to2 Mb/s maximum              |
| RAM                         | From 16 Mb to 32 Mb                         |
| Downloadable Application SW | Flash memory                                |
| Graphical SVGA display      | LCD color touch screen 240x320 pixel        |
| Voice recorder controller   | ~ 5 minutes                                 |
| Internet                    | Email reading and writing, browser          |
| RS-232 Data Port            | Serial communication through a PC interface |
| Operating System            | Linux                                       |
| Dimension                   | Around 7 x 4,5 x 0.5 inc.                   |